# Valchava
Valchava (německy a do roku 1943 oficiálně Valcava) je bývalá samostatná obec ve švýcarském kantonu Graubünden, okresu Engiadina Bassa/Val Müstair. Nachází se ve stejnojmenném údolí, asi 45 kilometrů severovýchodně od Svatého Mořice v nadmořské výšce 1440 metrů. Má přibližně 200 obyvatel.
K 1. lednu 2009 se na základě výsledku referenda Valchava sloučila s dalšími okolními obcemi (např. Müstair, Santa Maria Val Müstair, Tschierv) do nové obce Val Müstair.

## Geografie

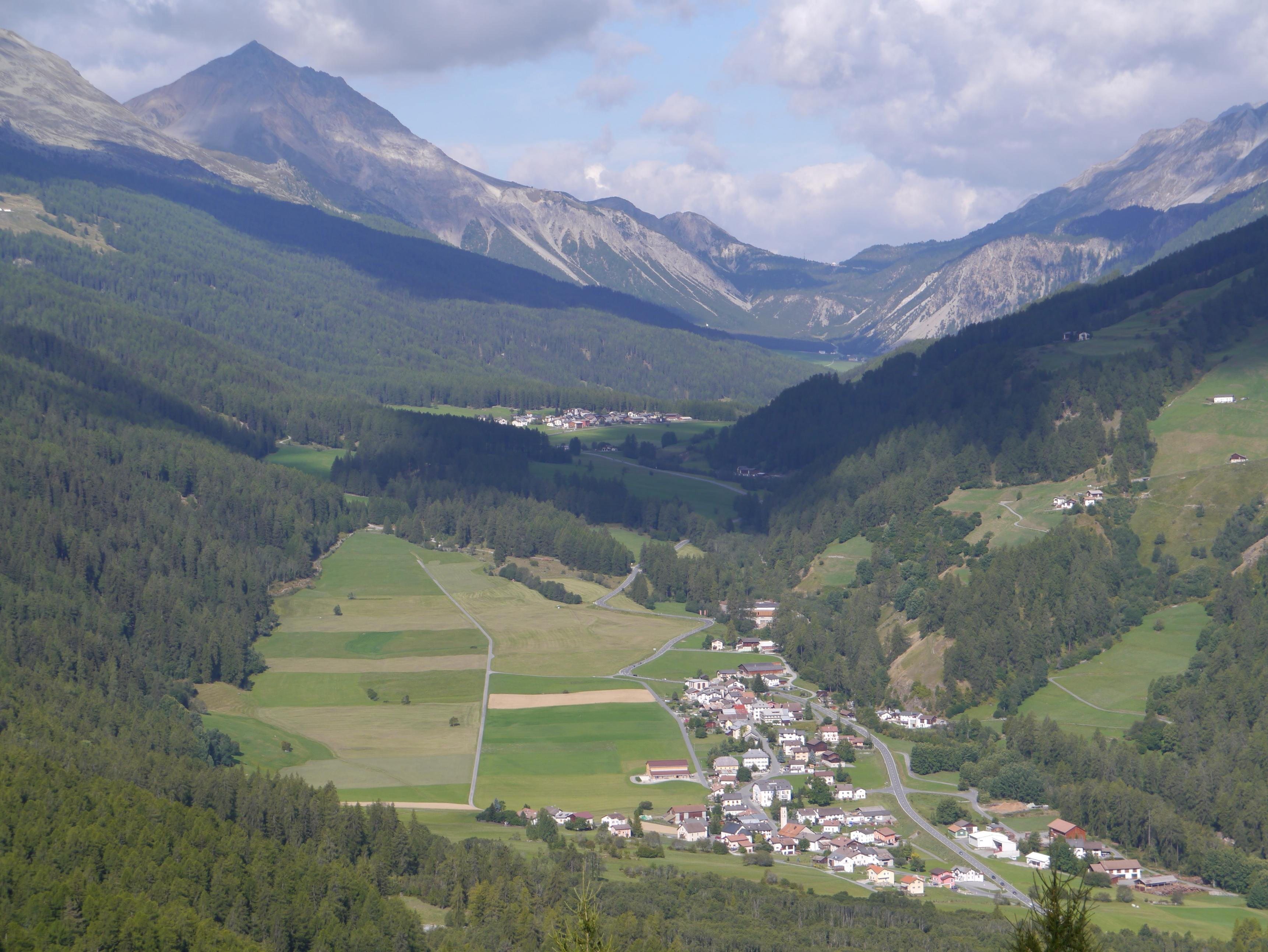
Pohled na obec v údolí Val Müstair

Bývalá obec leží na pravém svahu údolí Val Müstair (Münstertal), 1,8 km západně od Santa Maria Val Müstair. Skládá se ze samotné vesnice Valchava, samoty Valpaschun (1771 m) a různých zemědělských usedlostí. Na jihu i na severu sahá hranice katastru obce do výšky 2900 m. Nejvyšším bodem obce je Piz Terza (2907 m) na severu.
Z celkové rozlohy bývalé obce 1671 ha je 566 ha zalesněno a 313 ha je hornatých.

## Historie

Letecký pohled na střední část údolí (1954)

První zmínka o obci je v pozemkové knize kláštera v Müstairu. Pochází z roku 1331 a zní Valchava, což znamená „hluboké údolí“. V té době vlastnil majetek ve Valchavě klášter a opatství Marienberg. Valchava byla osídlena z kláštera Müstair a spolu s Tschiervem, Lü a Fulderou tvořila terzal Daint (vnitřní část) údolí. Kostel existoval již v roce 1418, reformované učení bylo zavedeno ve 30. letech 15. století, v letech 1783–1870 měla Valchava vlastního faráře a katolický kostel byl vysvěcen v roce 1896. V roce 1879 byla k Valchavě připojena dříve samostatná obec Valpaschun. Až do konce roku 2008 byla Valchava samostatnou obcí.
Obec se živí zemědělstvím, chovem dobytka, obchodem a ekologickou turistikou. V bývalém kulturním domě sídlí údolní komunitní knihovna (Biblioteca Jaura) a v budově Chasa Jaura je umístěno údolní muzeum.

## Obyvatelstvo

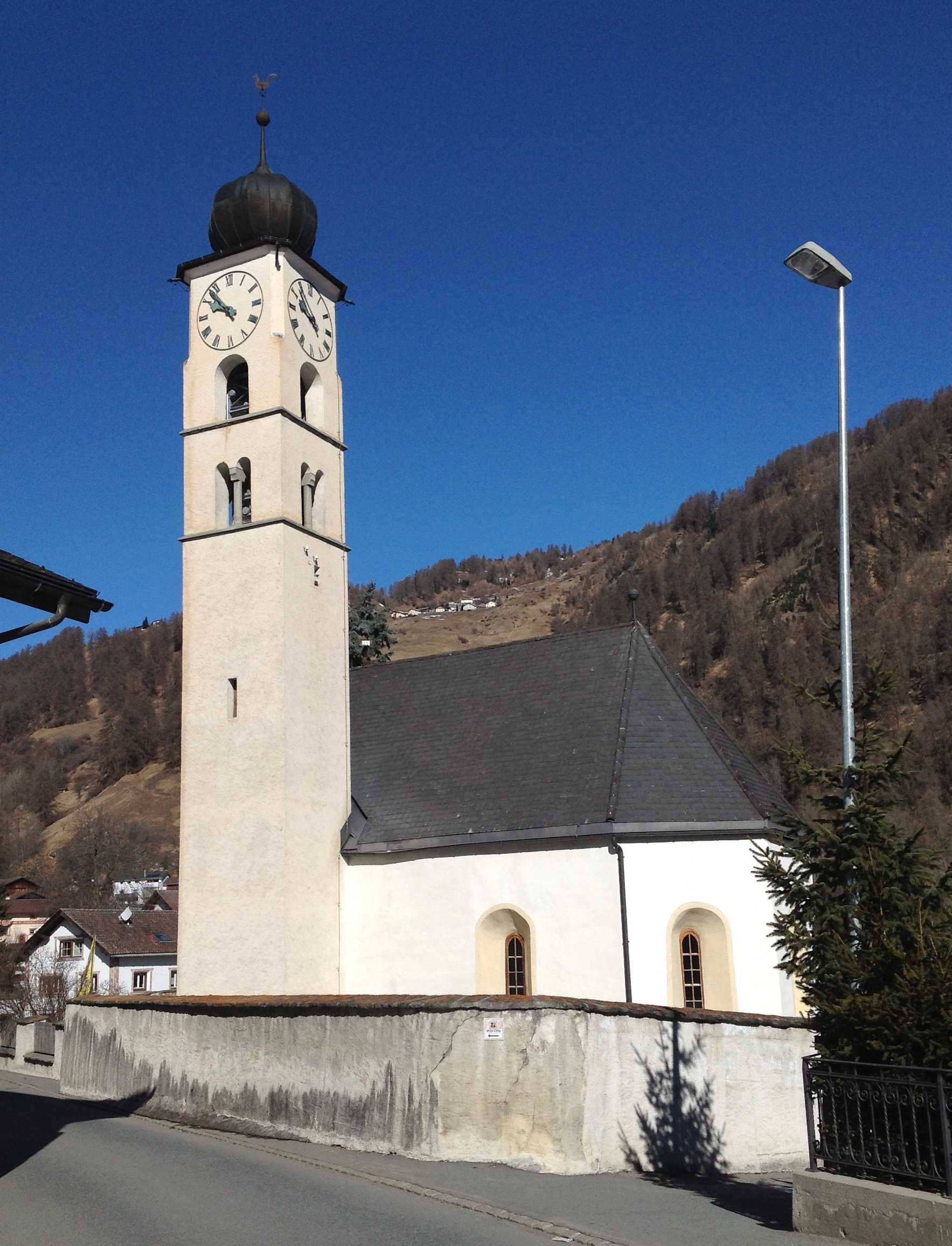
Kostel

| Rok            | 1850 | 1900 | 1950 | 2000 | 2007 |
| Počet obyvatel | 208  | 218  | 252  | 202  | 198  |

### Jazyky
V obci se stále mluví primárně rétorománským dialektem jauer, typickým pro údolí Val Müstair. Přestože zde již v 19. století existovala malá německy mluvící menšina, až do roku 1970 se spíše zmenšovala. V roce 1880 uvedlo rétorománštinu jako svůj mateřský jazyk 69 %, v roce 1910 72 %, v roce 1941 75 % a v roce 1970 dokonce 90 % místních obyvatel. Vývoj v posledních desetiletích ukazuje následující tabulka:
| Jazyky ve Valchavě |                   |                   |                   |                   |                   |                   |
| Jazyk              | Sčítání lidu 1980 | Sčítání lidu 1980 | Sčítání lidu 1990 | Sčítání lidu 1990 | Sčítání lidu 2000 | Sčítání lidu 2000 |
| Jazyk              | Počet             | Podíl             | Počet             | Podíl             | Počet             | Podíl             |
| Němčina            | 44                | 20,18 %           | 31                | 15,20 %           | 37                | 18,32 %           |
| Rétorománština     | 168               | 77,06 %           | 167               | 81,86 %           | 163               | 80,69 %           |
| Italština          | 5                 | 2,29 %            | 6                 | 2,94 %            | 2                 | 0,99 %            |
| Počet obyvatel     | 218               | 100 %             | 204               | 100 %             | 202               | 100 %             |

## Doprava
Valchava leží na hlavní silnici č. 28, spojující Davos, Dolní Engadin a italské údolí Vintschgau. Napojení na síť veřejné dopravy zajišťují autobusy Postauto.